# 松鼠和刺猬
《松鼠和刺猬》是一部1977年的朝鮮長篇動畫片。由4·26兒童映畫攝影所（SEK工作室）製作。2000年代朝鮮方面製作了第二季的動畫。

## 故事大綱
在動畫中，動物成了擬人化的作戰士兵。
在一個叫作『小花山』（꽃동산）的地方中，居住了許多勇敢的的松鼠、刺蝟、鴨子等小動物，牠們為了保衛家園，需要和邪惡的老鼠、黃鼬、狼和狐狸等敵人進行戰鬥，一般認為小花山的松鼠、刺猬、鸭子等代表朝鮮人民，老鼠代表韓国，黃鼬象徵日本，而狼和狐狸则代表在背后支持韩国的邪恶头子美国。
整部動畫帶有濃厚的朝鮮政治色彩。

## 主要角色

### 小花山
小花山（꽃동산）是主角們生活的地方，住著松鼠、刺蝟、兔子、鴨子等小動物，在動畫中象徵北韓。
- 금색이（Geumsaegi）[譯名請求]

該系列的主角，是一隻松鼠，他以代號小花（꽃동）潛入黃鼬軍團擔任間諜。他有很大的勇氣和智慧，並擁有高超的武術和射擊技能。
- 밤색이（Bamsaegi）[譯名請求]

Geumsaegi的弟弟，第二季登場的新角色。黃鼬軍團戰敗後，他希望過上和平的生活。
- 줄다람이（Juldarami）[譯名請求]

同樣為松鼠，是Geumsaegi的重要夥伴，擁有巨大的決心和體力，但有時會顯得過於衝動。當Bamsaegi被Moolmangcho抓走後，Julderami不顧自己的安危的向前衝，射擊敵人。
- 고슴도치 정찰병（刺蝟偵察兵）

一隻刺蝟，也是Geumsaegi在戰鬥上的夥伴。

### 黃鼬軍團
黃鼬軍團（족제비 군단）是第一季動畫中的主要敵人，由奸詐的黃鼬、老鼠等組成，在動畫中黃鼬象徵日本；而老鼠則象徵南韓。
- 족제비 대장（黃鼬隊長）

第一季中的主要反派，是黃鼬軍團的領導者。
- 물망초（Moolmangcho）[譯名請求]

一隻老鼠，黃鼬軍團的一員。擁有一定程度的智力，在第一季中，他是唯一一個曾經懷疑Geumsaegi的間諜身分的人。在黃鼬軍團被殲滅後他依舊存活，於第二季再次出場。

### 豺狼軍團
豺狼軍團（승냥이 군단）於第二季動畫登場、由兇惡的狼、狐狸、鱷魚等組成，在動畫中象徵美國。在第二季中，豺狼軍團與殘存的黃鼬軍團成了主角的主要的敵人。
- 승냥이 대장（豺狼隊長）

豺狼軍團的領導者，個性兇爆，對自己的下屬亦缺乏同理心。
- 여우장교（狐狸軍官）

在第二季登場的新角色，她是一隻女性的狐狸，主要擔任豺狼隊長的輔佐者角色。
- 족제비 보좌관（黃鼬輔佐官）

是黃鼬隊長的哥哥，同樣為擔任豺狼隊長的輔佐者。

## 外部連結
- 《松鼠和刺蝟》韓語非官方介紹
- 《松鼠和刺蝟》韓語介紹（非官方） （页面存档备份，存于）
- （英文）《松鼠和刺蝟》在Wikifur上的簡介 （页面存档备份，存于）
- （英文）Squirrel and Hedgehog (Animation) - TV Tropes （页面存档备份，存于）
- 《松鼠和刺蝟》Facebook專頁（非官方）